# Bernd Dolle-Weinkauff
Bernd Dolle-Weinkauff (* 1952) ist ein deutscher Germanist.

## Leben
Nach dem Studium der Germanistik und Geschichte in Heidelberg und Frankfurt am Main war er ab 1983 wissenschaftlicher Mitarbeiter und von 1989 bis 2018 Kustos des Instituts für Jugendbuchforschung der Goethe-Universität.
Seine Arbeits- und Forschungsfelder sind Geschichte und Theorie der Kinder- und Jugendliteratur und ihrer Medien, historisches Kinder- und Jugendbuch, Märchen, Bildgeschichte und Comic, Neue Medien in der Kinder- und Jugendliteratur.

## Schriften (Auswahl)
- Das Märchen in der proletarisch-revolutionären Kinder- und Jugendliteratur der Weimarer Republik 1918–1933. Frankfurt am Main 1984, ISBN 3-7638-0121-9.
- Comics. Geschichte einer populären Literaturform in Deutschland seit 1945. Weinheim 1990, ISBN 3-407-56521-6.
- Comics made in Germany. 60 Jahre Comics aus Deutschland 1947–2007. Eine Ausstellung der Deutschen Nationalbibliothek Frankfurt am Main und des Instituts für Jugendbuchforschung der Johann-Wolfgang-Goethe-Universität Frankfurt am Main. Wiesbaden 2008, ISBN 978-3-447-05772-1.